# Phương diện quân Ukraina 3
Phương diện quân Ukraina 3 (tiếng Nga: 3-й Украинский фронт) là một tổ chức tác chiến chiến lược của Hồng quân Liên Xô trong Thế chiến thứ hai.

## Lịch sử
Phương diện quân Ukraina 3 được thành lập vào ngày 20 tháng 10 năm 1943 trên cơ sở đổi tên Phương diện quân Tây Nam, theo chỉ thị của Stavka ngày 16 tháng 10 năm 1943.
Tháng 10-11 năm 1943, phương diện quân tham chiến trong trận sông Dniepr, giải phóng các thành phố Dnepropetrovsk và Dneprodzerzhinsk, tiến về phía tây Dniepr 50–60 km. Sau đó, phương diện quân tiếp tục hát triển theo hướng Kryvyi Rih, chiếm giữ đầu cầu phía Nam của Zaporozhye. Cuối tháng 12 năm 1943, lực lượng phương diện quân phối hợp cùng với Phương diện quân Ukraina 2, đã tổ chức một đầu cầu chiến lược lớn trên Dniepr.
Đầu năm 1944, lực lượng phương diện quân phối hợp cùng với Phương diện quân Ukraina 4 thực hiện Chiến dịch tấn công Nikopol–Krivoi Rog, tiến đến sông Inhulets. Tháng 3-4 năm 1944, phương diện quân đã phát động một cuộc tấn công theo hướng Nikolayev-Odessa. Sau khi thực hiện liên tiếp các chiến dịch tấn công Bereznegovatoye–Snigirevka và chiến dịch tấn công Odessa, lực lượng phương diện quân, với sự hỗ trợ của Hạm đội Biển Đen, đã hoàn thành việc giải phóng miền Nam Ukraina, giải phóng một phần đáng kể của Moldavia và tiến chiếm được đầu cầu Dnister.
Tháng 8 năm 1944, phương diện quân tham gia chiến dịch tấn công chiến lược Iaşi-Chişinău, giải phóng toàn bộ lãnh thổ Moldavia và buộc Romania phải trở cờ tuyên chiến với Đức.
Ngày 8 tháng 9 năm 1944, lực lượng phương diện quân tiến vào lãnh thổ Bulgari. Từ ngày 28 tháng 9 đến 20 tháng 10 năm 1944, phương diện quân phối hợp với Quân Giải phóng Nhân dân Nam Tư và quân đội Mặt trận Yêu nước Bulgaria, thực hiện Chiến dịch tấn công Beograd, giải phóng thủ đô của Nam Tư và hầu hết lãnh thổ Serbia.
Từ tháng 10 năm 1944 đến tháng 2 năm 1945, lực lượng phương diện quân tham gia vào chiến dịch Budapest. Các đơn vị thuộc phương diện quân băng qua sông Danube và chiếm được một đầu cầu ở bờ phải của nó. Vào tháng 1 năm 1945, lực lượng phương diện quân đã đẩy lùi các cuộc phản công của quân Đức nhằm giải vậy cho cụm quân bị vây ở Budapest. Trong Chiến dịch phòng ngự hồ Balaton tháng 3 năm 1945, lực lượng phương diện quân đã ngăn chặn cuộc phản công của quân Đức ở khu vực hồ Balaton, sau đó cho phép phương diện quân phối hợp hiệu quả với cánh trái Phương diện quân Ukraina 2 tiến hành giải phóng Hungary, đánh đuổi quân Đức ra khỏi miền Đông Áo và giải phóng Vienna.
Chiến dịch lớn cuối cùng mà phương diện quân là chiến dịch tấn công Graz-Amstetten, giải phóng một khu vực rộng lớn ở miền Tây và Trung Áo. Từ ngày 8 đến ngày 10 tháng 5, các đơn vị tiền trạm của phương diện quân đã thiết lập đồi mối liên lạc với quân Anh - Mỹ. Cho đến ngày 24 tháng 5, các đơn vị thuộc phương diện quân tiếp tục tiến hành vây bắt, tiêu diệt các nhóm tàn quân Đức trong khu vực.
Phương diện quân Ukraina 3 được giải thể ngày 15 tháng 6 năm 1945 theo chỉ thị của Stavka ngày 29 tháng 5 năm 1945.

## Lãnh đạo phương diện quân

### Tư lệnh
| STT | Ảnh | Họ tên           | Thời gian sống | Thời gian tại nhiệm            | Cấp bậc tại nhiệm                           | Ghi chú                    |
| --- | --- | ---------------- | -------------- | ------------------------------ | ------------------------------------------- | -------------------------- |
| 1   |     | R.Ya. Malinovsky | 1898 - 1967    | tháng 10, 1943 - tháng 5, 1944 | Đại tướng (1943)                            | Nguyên soái Liên Xô (1944) |
| 2   |     | F.I. Tolbukhin   | 1894 – 1949    | tháng 5, 1944 - tháng 6, 1945  | Đại tướng (1943) Nguyên soái Liên Xô (1944) |                            |

### Ủy viên Hội đồng quân sự
| STT | Ảnh                                  | Họ tên       | Thời gian sống | Thời gian tại nhiệm            | Cấp bậc tại nhiệm                      | Ghi chú |
| --- | ------------------------------------ | ------------ | -------------- | ------------------------------ | -------------------------------------- | ------- |
| 1   | Tập tin:Алексей Сергеевич Желтов.jpg | A.S. Zheltov | 1904 - 1991    | tháng 10, 1943 - tháng 6, 1945 | Trung tướng (1942) Thượng tướng (1944) |         |

### Tham mưu trưởng
| STT | Ảnh                                            | Họ tên            | Thời gian sống | Thời gian tại nhiệm            | Cấp bậc tại nhiệm                      | Ghi chú                    |
| --- | ---------------------------------------------- | ----------------- | -------------- | ------------------------------ | -------------------------------------- | -------------------------- |
| 1   | Tập tin:Феодосий Константинович Корженевич.jpg | F.K. Korzhenevich | 1899 - 1972    | tháng 10, 1943 - tháng 5, 1944 | Trung tướng (1943)                     |                            |
| 2   |                                                | S.S. Biryuzov     | 1904 - 1964    | tháng 5, 1944 - tháng 10, 1944 | Trung tướng (1943) Thượng tướng (1944) | Nguyên soái Liên Xô (1955) |
| 3   |                                                | S.P. Ivanov       | 1907 – 1993    | tháng 10, 1944 - tháng 6, 1945 | Trung tướng (1943) Thượng tướng (1945) | Đại tướng (1968)           |

## Biên chế chủ lực

### 1 tháng 1 năm 1944
- Tập đoàn quân cận vệ 8
- Tập đoàn quân 6
- Tập đoàn quân 46
- Tập đoàn quân không quân 17

### 1 tháng 4 năm 1944
- Tập đoàn quân cận vệ 8
- Tập đoàn quân xung kích 5
- Tập đoàn quân 6
- Tập đoàn quân 37
- Tập đoàn quân 46
- Tập đoàn quân 57
- Tập đoàn quân không quân 17

### 1 tháng 7 năm 1944
- Tập đoàn quân xung kích 5
- Tập đoàn quân 6
- Tập đoàn quân 37
- Tập đoàn quân 46
- Tập đoàn quân 57
- Tập đoàn quân không quân 17

### 1 tháng 10 năm 1944
- Tập đoàn quân 37
- Tập đoàn quân 57
- Tập đoàn quân không quân 17

### 1 tháng 1 năm 1945
- Tập đoàn quân cận vệ 4
- Tập đoàn quân 46
- Tập đoàn quân 57
- Tập đoàn quân không quân 17
- Cụm không quân của Thiếu tướng Vitruk

### 1 tháng 4 năm 1945
- Tập đoàn quân cận vệ 4
- Tập đoàn quân cận vệ 6
- Tập đoàn quân cận vệ 9
- Tập đoàn quân 26
- Tập đoàn quân 27
- Tập đoàn quân 57
- Tập đoàn quân không quân 17
- Cụm không quân của Thiếu tướng Vitruk
- Tập đoàn quân 1 (Bulgary)